# Irina Leonidowna Sokolowa

Irina Sokolowa (Gutsbesitzer aus alter Zeit, 2006)

Irina Leonidowna Sokolowa (russisch Ирина Леонидовна Соколова; * 24. Dezember 1940 in Murmansk, Sowjetunion) ist eine sowjetisch-russische Film- und Theaterschauspielerin, Volkskünstlerin (1980); Preisträgerin des Lenin-Komsomol-Preises (1972) und des Staatlichen Stanislawski-Preises der RSFSR (1982).

## Biografie
Sokolowa wurde in Murmansk geboren und spielte ihre erste Rolle auf der professionellen Bühne im Alter von fünf Jahren – sie spielte einen Gnom im Märchen Aschenputtel.
1963 absolvierte sie das nach Theaterstudio des Theaters für junge Zuschauer A. A. Bryantseva und wurde im selben Jahr in die Truppe des Jugendtheaters aufgenommen. Die Schauspielerin begann ihre Karriere in Fach Travestie.
Ebenfalls 1963 trat sie erstmals in Filmen auf, sie gab ihr Debüt im ukrainischen Film Helena Bucht. Seit 1980 (seit mehr als 30 Jahren) ist sie wiederholt in den Filmen von Regisseur Alexander Sokurow zu sehen. Sie war in den Filmen Gramvolle Gefühllosigkeit, Tage der Finsternis, Moloch und Taurus zu sehen und spielte auch in Filmen von Alexei Balabanow.
Sokolova war 1995 künstlerische Leiterin des Jugendtheaters und spielte weiterhin Theateraufführungen.
1997 wurde das von Georgy Vasiliev inszenierte Stück Gutsbesitzer aus alter Zeit, in dem sie die Rolle der Pulcheria Ivanovna spielte, erfolgreich auf dem internationalen Theaterfestival in Avignon (Frankreich) gezeigt und reiste in viele Länder: Lettland, Estland, Litauen, Frankreich, Deutschland, Tschechische Republik, Türkei und Belarus.
Im Jahr 1999 verließ Sokolowa unter mehreren Künstlern die Truppe des Theaters zusammen mit Anatoly Proudin, dem künstlerischen Leiter des Theaters für junge Zuschauer, der von seinem Posten entfernt wurde. Seither arbeitet sie als Künstlerin des Experimental Stage Theatre (im Baltic House) unter der Leitung von Anatoly Proudin.

## Filmografie
- 1963: Helena Bucht (Buchta Heleny)
- 1972: Hasenreserve (Sajatschij Sapowednik)
- 1980: Herabgestuft (Razghalowanny)
- 1983: Die Halbstarken (Patsany)
- 1985: Versicherungsvertreter (Strachowoj agent)
- 1987 In der zweiten Runde (Po wtoromu krugu)
- 1987: Gramvolle Gefühllosigkeit (Skorbnoje bestschuwstwije)
- 1988: Vaters Zorn (Gnew otsa)
- 1988: Tage der Finsternis (Dni satmenija)
- 1990: Sonnenuntergang (Sakat)
- 1990: Kehre nach Zurbagan zurück (Wozwraschenie w Surbagan)
- 1990: Meine Leute (Moi ljudi)
- 1994: Schloss (Samok)
- 1999: Moloch (Moloch)
- 2000: Taurus (Telets)
- 2002: Krieg (Woina)
- 2009: Wolf Messing: Durch die Zeit gesehen (Wolf Messing: widewschij skwoz wremia)

## Auszeichnungen
- Lenin-Komsomol-Preis (1972)
- Geehrter Künstler des RSFSR (28. Oktober 1974)
- Volkskünstler der RSFSR (20. August 1980)
- Staatspreis des RSFSR, benannt nach K.S. Stanislavsky (1982) für die Aufführung von Rollen in Aufführungen der letzten Jahre auf der Bühne des Leningrader Jugendtheaters
- St. Petersburg Theatre Award „Goldene Laibung“ (1997)
- Beste Theaterschauspielerin des Jahres (laut Teatral Society) (2000)
- Nationaler Preis im Bereich der Theaterkunst für Kinder „Harlekin“ in der Nominierung „Für großartigen Dienst am Theater für Kinder“ (2007)
- Sonderpreis des Nominierungsrates des St. Petersburger Theaterpreises „Goldene Laibung“ „Für einen einzigartigen Beitrag zur Theaterkultur von St. Petersburg“ (2018)[2]